# Llista de medallistes olímpics de lluita grecoromana
Aquesta és una llista dels medallistes olímpics de lluita grecoromana en categoria masculina:

## Medallistes

### Programa actual

#### Pes Gall
- -58 kg (1924–1928)
- -56 kg (1932–1936)
- -57 kg (1948–1996)
- -58 kg (2000)
- −55 kg (2004–2012)
- -59 kg (2016)
- -60 kg (2020–actualitat)

| Edició               | Or                   | Argent              | Bronze             |
| 1924 París           | Eduard Pütsep        | Anselm Ahlfors      | Väinö Ikonen       |
| 1928 Amsterdam       | Kurt Leucht          | Jindrich Maudr      | Giovanni Gozzi     |
| 1932 Los Angeles     | Jakob Brendel        | Marcello Nizzola    | Louis François     |
| 1936 Berlín          | Márton Lõrincz       | Egon Svensson       | Jakob Brendel      |
| 1948 Londres         | Kurt Pettersén       | Ali Mahmoud Hassan  | Halil Kaya         |
| 1952 Hèlsinki        | Imre Hódos           | Zakaria Chibab      | Artem Teryan       |
| 1956 Melbourne       | Konstantin Vyrupayev | Edvin Vesterby      | Francisc Horvat    |
| 1960 Roma            | Oleg Karavayev       | Ion Cernea          | Dinko Petrov       |
| 1964 Tòquio          | Masamitsu Ichiguchi  | Vladlen Trostyansky | Ion Cernea         |
| 1968 Ciutat de Mèxic | János Varga          | Ion Baciu           | Ivan Kochergin     |
| 1972 Múnic           | Rustam Kazakov       | Hans-Jürgen Veil    | Risto Björlin      |
| 1976 Mont-real       | Pertti Ukkola        | Ivan Frgić          | Farhat Mustafin    |
| 1980 Moscou          | Shamil Serikov       | Józef Lipień        | Benni Ljungbeck    |
| 1984 Los Angeles     | Pasquale Passarelli  | Masaki Eto          | Haralambos Holidis |
| 1988 Seül            | András Sike          | Stoyan Balov        | Haralambos Holidis |
| 1992 Barcelona       | An Han-Bong          | Rifat Yildiz        | Sheng Zetian       |
| 1996 Atlanta         | Yuriy Melnichenko    | Dennis Hall         | Sheng Zetian       |
| 2000 Sydney          | Armen Nazarian       | Kim In-Sub          | Sheng Zetian       |
| 2004 Atenes          | István Majoros       | Geidar Mamedaliyev  | Artiom Kiouregkian |
| 2008 Pequín          | Nazyr Mankiev        | Rovshan Bayramov    | Park Eun-Chul      |
| 2008 Pequín          | Nazyr Mankiev        | Rovshan Bayramov    | Roman Amoyan       |
| 2012 Londres         | Hamid Sourian        | Rovshan Bayramov    | Péter Módos        |
| 2012 Londres         | Hamid Sourian        | Rovshan Bayramov    | Mingiyan Semenov   |
| 2016 Rio             | Ismael Borrero       | Shinobu Ota         | Elmurat Tasmuradov |
| 2016 Rio             | Ismael Borrero       | Shinobu Ota         | Stig André Berge   |
| 2020 Tòquio          | Luis Alberto Orta    | Kenichiro Fumita    | Walihan Sailike    |
| 2020 Tòquio          | Luis Alberto Orta    | Kenichiro Fumita    | Sergey Emelin      |

#### Pes Lleuger
- -66.6 kg (1908)
- -67.5 kg (1912–1928)
- -66 kg (1932–1936)
- -67 kg (1948–1960)
- -70 kg (1964–1968)
- -68 kg (1972–1996)
- -69 kg (2000)
- -66 kg (2004–2016)
- -67 kg (2020-actualitat)

| Edició               | Or                   | Argent               | Bronze                   |
| 1908 Londres         | Enrico Porro         | Nikolai Orlov        | Arvo Lindén              |
| 1912 Estocolm        | Emil Väre            | Gustaf Malmström     | Edvin Mattiasson         |
| 1920 Anvers          | Emil Väre            | Taavi Tamminen       | Frithjof Andersen        |
| 1924 París           | Oskari Friman        | Lajos Keresztes      | Källe Westerlund         |
| 1928 Amsterdam       | Lajos Keresztes      | Eduard Sperling      | Edvard Westerlund        |
| 1932 Los Angeles     | Eric Malmberg        | Abraham Kurland      | Eduard Sperling          |
| 1936 Berlín          | Lauri Koskela        | Josef Herda          | Voldemar Väli            |
| 1948 Londres         | Gustav Freij         | Aage Eriksen         | Károly Ferencz           |
| 1952 Hèlsinki        | Shazam Safin         | Gustav Freij         | Mikulas Atanasov         |
| 1956 Melbourne       | Kyösti Lehtonen      | Rıza Doğan           | Gyula Tóth               |
| 1960 Roma            | Avtandil Koridze     | Branislav Martinović | Gustav Freij             |
| 1964 Tòquio          | Kazım Ayvaz          | Valeriu Bularca      | David Gvantseladze       |
| 1968 Ciutat de Mèxic | Muneji Munemura      | Stevan Horvat        | Petros Galaktopoulos     |
| 1972 Múnic           | S. Khisamutdinov     | Stoyan Apostolov     | Gian-Matteo Ranzi        |
| 1976 Mont-real       | Suren Nalbandyan     | Ştefan Rusu          | Heinz Wehling            |
| 1980 Moscou          | Ştefan Rusu          | Andrzej Supron       | Lars-Erik Skiöld         |
| 1984 Los Angeles     | Vlado Lisjak         | Tapio Sipilä         | James Martinez           |
| 1988 Seül            | Levon Julfalakyan    | Kim Sung-Moon        | Tapio Sipilä             |
| 1992 Barcelona       | Attila Repka         | Islam Dugushiev      | Rodney Smith             |
| 1996 Atlanta         | Ryszard Wolny        | Ghani Yalouz         | Alexander Tretyakov      |
| 2000 Sydney          | Filiberto Azcuy      | Katsuhiko Nagata     | Alexei Gloushkov         |
| 2004 Atenes          | Farid Mansurov       | Şeref Eroğlu         | Mkhitar Manukyan         |
| 2008 Pequín          | Steeve Guenot        | Kanatbek Begaliev    | Armen Vardanyan          |
| 2008 Pequín          | Steeve Guenot        | Kanatbek Begaliev    | Mikhail Siamionau        |
| 2012 Londres         | Kim Hyeon-Woo        | Tamás Lőrincz        | Steeve Guenot            |
| 2012 Londres         | Kim Hyeon-Woo        | Tamás Lőrincz        | Manuchar Tskhadaia       |
| 2016 Rio             | Davor Štefanek       | Migran Arutyunyan    | Shmagi Bolkvadze         |
| 2016 Rio             | Davor Štefanek       | Migran Arutyunyan    | Rasul Chunayev           |
| 2020 Tòquio          | Mohammad Reza Geraei | Parviz Nasibov       | Mohamed Ibrahim El-Sayed |
| 2020 Tòquio          | Mohammad Reza Geraei | Parviz Nasibov       | Frank Stäbler            |

#### Pes Welter
- -72 kg (1932–1936)
- -73 kg (1948–1960)
- -78 kg (1964–1968)
- -74 kg (1972–1996)
- -76 kg (2000)
- -74 kg (2004–2012)
- -75 kg (2016)
- -77 kg (2020-actualitat)

| Edició               | Or                     | Argent              | Bronze              |
| 1932 Los Angeles     | Ivar Johansson         | Väinö Kajander      | Ercole Gallegati    |
| 1936 Berlín          | Rudolf Svedberg        | Fritz Schäfer       | Eino Virtanen       |
| 1948 Londres         | Gösta Andersson        | Miklós Szilvási     | Henrik Hansen       |
| 1952 Hèlsinki        | Miklós Szilvási        | Gösta Andersson     | Khalil Taha         |
| 1956 Melbourne       | Mithat Bayrak          | Vladimir Maneyev    | Per Berlin          |
| 1960 Roma            | Mithat Bayrak          | Günter Maritschnigg | René Schiermeyer    |
| 1964 Tòquio          | Anatoly Kolesov        | Kiril Petkov        | Bertil Nystrom      |
| 1968 Ciutat de Mèxic | Rudolf Vesper          | Daniel Robin        | Károly Bajkó        |
| 1972 Múnic           | Vítězslav Mácha        | P. Galaktopoulos    | Jan Karlsson        |
| 1976 Mont-real       | Anatoly Bykov          | Vítězslav Mácha     | Karl Helbing        |
| 1980 Moscou          | Ferenc Kocsis          | Anatoly Bykov       | Mikko Huhtala       |
| 1984 Los Angeles     | Jouko Salomäki         | Roger Tallroth      | Ştefan Rusu         |
| 1988 Seül            | Kim Young-Nam          | Daulet Turlykhanov  | Józef Tracz         |
| 1992 Barcelona       | Mnatsakan Iskandaryan  | Józef Tracz         | Torbjörn Kornbakk   |
| 1996 Atlanta         | Filiberto Azcuy        | Marko Asell         | Józef Tracz         |
| 2000 Sydney          | Murat Kardanov         | Matt Lindland       | Marko Yli           |
| 2004 Atenes          | Alexandr Dokturishvili | Marko Yli           | V. Samourgachev     |
| 2008 Pequín          | Manuchar Kvirkelia     | Chang Yongxiang     | Yavor Yanakiev      |
| 2008 Pequín          | Manuchar Kvirkelia     | Chang Yongxiang     | Christophe Guenot   |
| 2012 Londres         | Roman Vlasov           | Arsen Julfalakyan   | Emin Ahmadov        |
| 2012 Londres         | Roman Vlasov           | Arsen Julfalakyan   | Aleksandr Kazakevič |
| 2016 Rio             | Roman Vlasov           | Mark Madsen         | Saeid Abdevali      |
| 2016 Rio             | Roman Vlasov           | Mark Madsen         | Kim Hyeon-Woo       |
| 2020 Tòquio          | Tamás Lőrincz          | Akzhol Makhmudov    | Rafig Huseynov      |
| 2020 Tòquio          | Tamás Lőrincz          | Akzhol Makhmudov    | Shohei Yabiku       |

#### Pes Mitjà
- -73 kg (1908)
- -75 kg (1912–1928)
- -79 kg (1932–1960)
- -87 kg (1964–1968)
- -82 kg (1972–1996)
- -85 kg (2000)
- -84 kg (2004–2012)
- -85 kg (2016)
- -87 kg (2020-actualitat)

| Edició               | Or                  | Argent                | Bronze              |
| 1908 Londres         | Frithiof Mårtensson | Mauritz Andersson     | Anders Andersen     |
| 1912 Estocolm        | Claes Johansson     | Martin Klein          | Alfred Asikainen    |
| 1920 Anvers          | Carl Westergren     | Arthur Lindfors       | Masa Perttilä       |
| 1924 París           | Edvard Westerlund   | Arthur Lindfors       | Roman Steinberg     |
| 1928 Amsterdam       | Väinö Kokkinen      | László Papp           | Albert Kusnets      |
| 1932 Los Angeles     | Väinö Kokkinen      | Jean Földeák          | Axel Cadier         |
| 1936 Berlín          | Ivar Johansson      | Ludwig Schweickert    | József Palotás      |
| 1948 Londres         | Axel Grönberg       | Muhlis Tayfur         | Ercole Gallegati    |
| 1952 Hèlsinki        | Axel Grönberg       | Kalervo Rauhala       | Nikolay Belov       |
| 1956 Melbourne       | Givi Kartoziya      | Dimitar Dobrev        | Rune Jansson        |
| 1960 Roma            | Dimitar Dobrev      | Lothar Metz           | Ion Taranu          |
| 1964 Tòquio          | Branislav Simić     | Jiri Kormanik         | Lothar Metz         |
| 1968 Ciutat de Mèxic | Lothar Metz         | Valentín Olinik       | Branislav Simić     |
| 1972 Múnic           | Csaba Hegedűs       | Anatoly Nazarenko     | Milan Nenadić       |
| 1976 Mont-real       | Momir Petković      | Vladimir Cheboksarov  | Ivan Kolev          |
| 1980 Moscou          | Gennadi Korban      | Jan Dołgowicz         | Pavel Pavlov        |
| 1984 Los Angeles     | Ion Draica          | Dimitrios Thanopoulos | Sören Claeson       |
| 1988 Seül            | Mikhail Mamiashvili | Tibor Komáromi        | Kim Sang-Kyu        |
| 1992 Barcelona       | Péter Farkas        | Piotr Stępień         | Daulet Turlykhanov  |
| 1996 Atlanta         | Hamza Yerlikaya     | Thomas Zander         | Valeriy Tsilent     |
| 2000 Sydney          | Hamza Yerlikaya     | Sándor Bárdosi        | M. Vakhtangadze     |
| 2004 Atenes          | Alexei Mishin       | Ara Abrahamian        | V. Makaranka        |
| 2008 Pequín          | Andrea Minguzzi     | Zoltán Fodor          | Nazmi Avluca        |
| 2008 Pequín          | Andrea Minguzzi     | Zoltán Fodor          | sense atorgar       |
| 2012 Londres         | Alan Khugayev       | Karam Gaber           | Daniyal Gadzhiyev   |
| 2012 Londres         | Alan Khugayev       | Karam Gaber           | Damian Janikowski   |
| 2016 Rio             | Davit Chakvetadze   | Zhan Beleniuk         | Javid Hamzatau      |
| 2016 Rio             | Davit Chakvetadze   | Zhan Beleniuk         | Denis Kudla         |
| 2020 Tòquio          | Zhan Beleniuk       | Viktor Lőrincz        | Denis Kudla         |
| 2020 Tòquio          | Zhan Beleniuk       | Viktor Lőrincz        | Zurabi Datunashvili |

#### Pes pesant
- +93 kg (1908)
- +82.5 kg (1912–1928)
- +87 kg (1932–1960)
- +97 kg (1964–1968)
- -100 kg (1972–1996)
- -97 kg (2000)
- -96 kg (2004–2012)
- -98 kg (2016)
- -97 kg (2020-actualitat)

| Edició               | Or                 | Argent            | Bronze               |
| 1908 Londres         | Richard Weisz      | Aleksandr Petrov  | Søren Marinus Jensen |
| 1912 Estocolm        | Yrjö Saarela       | Johan Olin        | Søren Marinus Jensen |
| 1920 Anvers          | Adolf Lindfors     | Poul Hansen       | Martti Nieminen      |
| 1924 París           | Henri Deglane      | Edil Rosenqvist   | Rajmund Badó         |
| 1928 Amsterdam       | Rudolf Svensson    | Hjalmar Nyström   | Georg Gehring        |
| 1932 Los Angeles     | Carl Westergren    | Josef Urban       | Nikolaus Hirschl     |
| 1936 Berlín          | Kristjan Palusalu  | John Nyman        | Kurt Hornfischer     |
| 1948 Londres         | Ahmet Kireççi      | Tor Nilsson       | Guido Fantoni        |
| 1952 Hèlsinki        | Johannes Kotkas    | Josef Ruzicka     | Tauno Kovanen        |
| 1956 Melbourne       | Anatoly Parfyonov  | Wilfried Dietrich | Adelmo Bulgarelli    |
| 1960 Roma            | Ivan Bogdan        | Wilfried Dietrich | Bohumil Kubát        |
| 1964 Tòquio          | István Kozma       | Anatoly Roshchin  | Wilfried Dietrich    |
| 1968 Ciutat de Mèxic | István Kozma       | Anatoly Roshchin  | Petr Kment           |
| 1972 Múnic           | Nicolae Martinescu | Nikolai Yakovenko | Ferenc Kiss          |
| 1976 Mont-real       | Nikolai Balboshin  | Kamen Goranov     | Andrzej Skrzydlewski |
| 1980 Moscou          | Georgi Raikov      | Roman Bierła      | Vasile Andrei        |
| 1984 Los Angeles     | Vasile Andrei      | Greg Gibson       | Jožef Tertei         |
| 1988 Seül            | Andrzej Wroński    | Gerhard Himmel    | Dennis Koslowski     |
| 1992 Barcelona       | Héctor Milián      | Dennis Koslowski  | Sergei Demyashkevich |
| 1996 Atlanta         | Andrzej Wroński    | Sergey Lishtvan   | Mikael Ljungberg     |
| 2000 Sydney          | Mikael Ljungberg   | Davyd Saldadze    | Garrett Lowney       |
| 2004 Atenes          | Karam Gaber        | Ramaz Nozadze     | Mehmet Özal          |
| 2008 Pequín          | Aslanbek Khushtov  | Mirko Englich     | Adam Wheeler         |
| 2008 Pequín          | Aslanbek Khushtov  | Mirko Englich     | Asset Mambetov       |
| 2012 Londres         | Ghasem Rezaei      | Rustam Totrov     | Artur Aleksanyan     |
| 2012 Londres         | Ghasem Rezaei      | Rustam Totrov     | Jimmy Lidberg        |
| 2016 Rio             | Artur Aleksanyan   | Yasmany Lugo      | Cenk İldem           |
| 2016 Rio             | Artur Aleksanyan   | Yasmany Lugo      | Ghasem Rezaei        |
| 2020 Tòquio          | Musa Evloev        | Artur Aleksanyan  | Mohammad Hadi Saravi |
| 2020 Tòquio          | Musa Evloev        | Artur Aleksanyan  | Tadeusz Michalik     |

#### Pes Superpesant
- +100 kg (1972–1984)
- -130 kg (1988–2000)
- -120 kg (2004–2012)
- -130 kg (2016–actualitat)

| Edició           | Or                   | Argent             | Bronze              |
| 1972 Múnic       | Anatoly Roshchin     | Alexander Tomov    | Victor Dolipschi    |
| 1976 Mont-real   | Alexander Kolchinsky | Alexander Tomov    | Roman Codreanu      |
| 1980 Moscou      | Alexander Kolchinsky | Alexander Tomov    | Hassan Bechara      |
| 1984 Los Angeles | Jeff Blatnick        | Refik Memišević    | Victor Dolipschi    |
| 1988 Seül        | Alexander Karelin    | Rangel Gerovski    | Tomas Johansson     |
| 1992 Barcelona   | Alexander Karelin    | Tomas Johansson    | Ioan Grigoraş       |
| 1996 Atlanta     | Alexander Karelin    | Matt Ghaffari      | Sergei Mureiko      |
| 2000 Sydney      | Rulon Gardner        | Alexander Karelin  | Dmitry Debelka      |
| 2004 Atenes      | Khasan Baroyev       | Georgiy Tsurtsumia | Rulon Gardner       |
| 2008 Pequín      | Mijaín López         | Khasan Baroyev     | Mindaugas Mizgaitis |
| 2008 Pequín      | Mijaín López         | Khasan Baroyev     | Yuri Patrikeyev     |
| 2012 Londres     | Mijaín López         | Heiki Nabi         | Johan Eurén         |
| 2012 Londres     | Mijaín López         | Heiki Nabi         | Rıza Kayaalp        |
| 2016 Rio         | Mijaín López         | Rıza Kayaalp       | Sergei Semenov      |
| 2016 Rio         | Mijaín López         | Rıza Kayaalp       | Sabah Shariati      |
| 2020 Tòquio      | Mijaín López         | Iakobi Kajaia      | Sergei Semenov      |
| 2020 Tòquio      | Mijaín López         | Iakobi Kajaia      | Rıza Kayaalp        |

### Programa eliminat

#### Categoria Open
| Edició      | Or             | Argent          | Bronze                  |
| 1896 Atenes | Carl Schuhmann | Georgios Tsitas | Stephanos Christopoulos |

#### Pes Mini mosca
- -48 kg (1972–1996)

| Edició           | Or                    | Argent               | Bronze         |
| 1972 Múnic       | Gheorghe Berceanu     | Rahim Ali-Abadi      | Stefan Angelov |
| 1976 Mont-real   | Alexei Shumakov       | Gheorghe Berceanu    | Stefan Angelov |
| 1980 Moscou      | Zhaksylyk Ushkempirov | Constantin Alexandru | Ferenc Seres   |
| 1984 Los Angeles | Vincenzo Maenza       | Markus Scherer       | Ikuzo Saito    |
| 1988 Seül        | Vincenzo Maenza       | Andrzej Głąb         | Bratan Tzenov  |
| 1992 Barcelona   | Oleg Kucherenko       | Vincenzo Maenza      | Wilber Sánchez |
| 1996 Atlanta     | Sim Kwon-Ho           | Aleksandr Pavlov     | Zafar Guliyev  |

#### Pes Mosca
- -52 kg (1948–1996)
- -54 kg (2000)

| Edició               | Or                  | Argent                | Bronze             |
| 1948 Londres         | Pietro Lombardi     | Kenan Olcay           | Reino Kangasmäki   |
| 1952 Hèlsinki        | Boris Gurevich      | Ignazio Fabra         | Leo Honkala        |
| 1956 Melbourne       | Nikolai Solovyov    | Ignazio Fabra         | Dursun Ali Eğribaş |
| 1960 Roma            | Dumitru Pîrvulescu  | Osman Sayed           | Mohammad Paziraei  |
| 1964 Tòquio          | Tsutomu Hanahara    | Angel Kerezov         | Dumitru Pîrvulescu |
| 1968 Ciutat de Mèxic | Petar Kirov         | Vladimir Bakulin      | Miroslav Zeman     |
| 1972 Múnic           | Petar Kirov         | Koichiro Hirayama     | Giuseppe Bognanni  |
| 1976 Mont-real       | Vitali Konstantinov | Nicu Gingă            | Koichiro Hirayama  |
| 1980 Moscou          | Vakhtang Blagidze   | Lajos Rácz            | Mladen Mladenov    |
| 1984 Los Angeles     | Atsuji Miyahara     | Daniel Aceves         | Bang Dae-Du        |
| 1988 Seül            | Jon Rønningen       | Atsuji Miyahara       | Lee Jae-Suk        |
| 1992 Barcelona       | Jon Rønningen       | Alfred Ter-Mkrtychyan | Min Kyung-Gab      |
| 1996 Atlanta         | Armen Nazarian      | Brandon Paulson       | Andriy Kalashnikov |
| 2000 Sydney          | Sim Kwon-Ho         | Lázaro Rivas          | Kang Yong-Gyun     |

#### Pes Ploma
- -60 kg (1912–1920)
- -62 kg (1924–1928)
- -61 kg (1932–1960)
- -63 kg (1964–1968)
- -62 kg (1972–1996)
- -63 kg (2000)
- -60 kg (2004–2012)

| Edició               | Or                   | Argent              | Bronze               |
| 1912 Estocolm        | Kaarlo Koskelo       | Georg Gerstäcker    | Otto Lasanen         |
| 1920 Anvers          | Oskari Friman        | Heikki Kähkönen     | Fritiof Svensson     |
| 1924 París           | Kalle Anttila        | Aleksanteri Toivola | Eric Malmberg        |
| 1928 Amsterdam       | Voldemar Väli        | Eric Malmberg       | Gerolamo Quaglia     |
| 1932 Los Angeles     | Giovanni Gozzi       | Wolfgang Ehrl       | Lauri Koskela        |
| 1936 Berlín          | Yaşar Erkan          | Aarne Reini         | Einar Karlsson       |
| 1948 Londres         | Mehmet Oktav         | Olle Anderberg      | Ferenc Tóth          |
| 1952 Hèlsinki        | Yakov Punkin         | Imre Polyák         | Abdel Rashed         |
| 1956 Melbourne       | Rauno Mäkinen        | Imre Polyák         | Roman Dzeneladze     |
| 1960 Roma            | Müzahir Sille        | Imre Polyák         | Konstantin Vyrupayev |
| 1964 Tòquio          | Imre Polyák          | Roman Rurua         | Branislav Martinović |
| 1968 Ciutat de Mèxic | Roman Rurua          | Hideo Fujimoto      | Simion Popescu       |
| 1972 Múnic           | Gueorgui Màrkov      | Heinz Wehling       | Kazimierz Lipień     |
| 1976 Mont-real       | Kazimierz Lipień     | Nelson Davydyan     | László Réczi         |
| 1980 Moscou          | Stelios Mygiakis     | István Tóth         | Boris Kramorenko     |
| 1984 Los Angeles     | Kim Weon-Kee         | Kent Johansson      | Hugo Dietsche        |
| 1988 Seül            | Kamandar Madzhidov   | Zhivko Vangelov     | An Dae-Hyun          |
| 1992 Barcelona       | Mehmet Akif Pirim    | Serguei Martínov    | Juan Marén           |
| 1996 Atlanta         | Włodzimierz Zawadzki | Juan Marén          | Mehmet Akif Pirim    |
| 2000 Sydney          | V. Samourgachev      | Juan Marén          | Akaki Chachua        |
| 2004 Atenes          | Jung Ji-Hyun         | Roberto Monzón      | Armen Nazarian       |
| 2008 Pequín          | Islambek Albiev      | Vitaliy Rahimov     | Nurbakyt Tengizbayev |
| 2008 Pequín          | Islambek Albiev      | Vitaliy Rahimov     | Ruslan Tyumenbaev    |
| 2012 Londres         | Omid Norouzi         | Revaz Lashkhi       | Zaur Kuramagomedov   |
| 2012 Londres         | Omid Norouzi         | Revaz Lashkhi       | Ryutaro Matsumoto    |

#### Pes Semi pesat
- -93 kg (1908)
- -82.5 kg (1912–1928)
- -87 kg (1932–1960)
- -97 kg (1964–1968)
- -90 kg (1972–1996)

| Edició               | Or                 | Argent            | Bronze             |
| 1908 Londres         | Verner Weckman     | Yrjö Saarela      | Carl Jensen        |
| 1912 Estocolm        | No es concedí      | Anders Ahlgren    | Béla Varga         |
| 1912 Estocolm        | No es concedí      | Ivar Böhling      | Béla Varga         |
| 1920 Anvers          | Claes Johansson    | Edil Rosenqvist   | Johannes Eriksen   |
| 1924 París           | Carl Westergren    | Rudolf Svensson   | Onni Pellinen      |
| 1928 Amsterdam       | Ibrahim Moustafa   | Adolf Rieger      | Onni Pellinen      |
| 1932 Los Angeles     | Rudolf Svensson    | Onni Pellinen     | Mario Gruppioni    |
| 1936 Berlín          | Axel Cadier        | Edwins Bietags    | August Neo         |
| 1948 Londres         | Karl-Erik Nilsson  | Kelpo Gröndahl    | Ibrahim Orabi      |
| 1952 Hèlsinki        | Kelpo Gröndahl     | Shalva Chikhladze | Karl-Erik Nilsson  |
| 1956 Melbourne       | Valentín Nikolàiev | Petko Sirakov     | Karl-Erik Nilsson  |
| 1960 Roma            | Tevfik Kış         | Krali Bimbalov    | Givi Kartoziya     |
| 1964 Tòquio          | Boyan Radev        | Per Svensson      | Heinz Kiehl        |
| 1968 Ciutat de Mèxic | Boyan Radev        | Nikolai Yakovenko | Nicolae Martinescu |
| 1972 Múnic           | Valeri Rezantsev   | Josip Čorak       | Czesław Kwieciński |
| 1976 Mont-real       | Valeri Rezantsev   | Stoyan Ivanov     | Czesław Kwieciński |
| 1980 Moscou          | Norbert Növényi    | Igor Kanygin      | Petre Dicu         |
| 1984 Los Angeles     | Steve Fraser       | Ilie Matei        | Frank Andersson    |
| 1988 Seül            | Atanas Komchev     | Harri Koskela     | Vladimir Popov     |
| 1992 Barcelona       | Maik Bullmann      | Hakkı Başar       | Georgi Koguashvili |
| 1996 Atlanta         | Vyacheslav Oleynyk | Jacek Fafiński    | Maik Bullmann      |